# ディズニー・リージョナル・エンターテイメント
ディズニー・リージョナル・エンターテインメント（英: Disney Regional Entertainment）は、ウォルト・ディズニー・カンパニー（ディズニー・パークス・エクスペリエンス・プロダクツ）傘下のかつて存在した会社である。

## 概要
ディズニーリージョナルエンターテイメントは、ディズニー関連が無い場所のエンターテインメントの概念を発展させるために1996年に設立された。
ウォルト・ディズニー・カンパニーは、近場にディズニーパークが無い首都圏および郊外地域でディズニーブランドをベースとした地元のエンターテイメントを開催することを考え始めていた。その後『ディズニー・クエスト』が誕生した。
その他、傘下に収めるESPNのパークを初期計画を主導していた。これは『ESPNゾーン』となった。
その後、2010年に解散し、現在はディズニー・パークス・エクスペリエンス・プロダクツの1部となった。

## 運営していた事業
- ディズニー・クエスト・シカゴ
- ディズニー・クエスト・フロリダ
- ESPNゾーン